# Eupithecia inversaria
Eupithecia inversaria är en fjärilsart som beskrevs av Turati 1930. Eupithecia inversaria ingår i släktet Eupithecia och familjen mätare. Inga underarter finns listade i Catalogue of Life.